# 린지 헌터

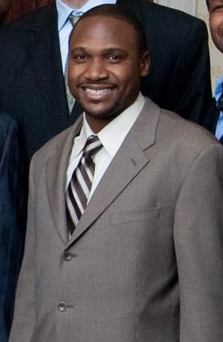

린지 헌터(Lindsey Hunter, 본명: Lindsey Benson Hunter Jr., 1970년 12월 3일 ~ )는 미국의 전직 프로 농구 선수이자 코치이다. 1993년부터 2010년까지 전미 농구 협회(NBA)에서 뛰었고, 그의 경력 대부분을 디트로이트 피스톤스에서 보냈다. 또한 2013년에 피닉스 선스의 임시 감독을 역임했다. 가장 최근에는 미시시피 밸리 스테이트에서 감독을 역임했다.

## 경력
플레이어 경력
- 1993~2000: 디트로이트 피스톤스
- 2000~2001: 밀워키 벅스
- 2001~2002: 로스앤젤레스 레이커스
- 2002~2003: 토론토 랩터스
- 2003~2008: 디트로이트 피스톤스
- 2008~2010: 시카고 불스

코치 경력
- 2012~2013: 피닉스 선즈(어시스턴트)
- 2013: 피닉스 선즈(임시 HC)
- 2013~2014: 골든스테이트 워리어스(어시스턴트)
- 2016~2017: 버팔로(어시스턴트)
- 2019~2022: 미시시피 밸리 스테이트